# Uniunea Poporului Eston
Uniunea Poporului Eston (în estonă Eestimaa Rahvaliit) a fost un partid politic agrar, țărănist și populist din Estonia.